# Lexcenium poorei
Lexcenium poorei là một loài chân đều trong họ Stenetriidae. Loài này được Serov & Wilson miêu tả khoa học năm 1999.